# Budy Mszczonowskie
Budy [pronunciación en polaco: /ˈbudɨ mʂt͡ʂɔˈnɔfskʲɛ/] es un pueblo ubicado en el distrito administrativo de Gmina Radziejowice, dentro del condado de Żyrardów, Voivodato de Mazovia, en el centro-este de Polonia. Se encuentra a unos 2 kilómetros al oeste de Radziejowice, a 9 kilómetros al sureste de Żyrardów, y a 40 kilómetros al suroeste de Varsovia.